# Oddiyana
Oddiyana (Uddiyana), Oddijana – na wpół legendarna kraina buddyjska, często wymieniana w buddyjskich naukach jako źródło pochodzenia nauk tantrycznych i miejsce urodzenia najwybitniejszych mistrzów Wadżrajany, takich jak Garab Dordże, Wimalamitra i Padmasambhawa. Na podstawie badań lokalizuje się ono w północno-zachodnim rejonie Pakistanu do okresu upadku kultury buddyjskiej w wyniku ekspansji Hinduizmu i Islamu. Wiele tybetańskich tekstów sytuuje Oddijanę, w prosty sposób, jako „na zachód od Indii”. Wielki mistrz tybetański, Patrul Rinpocze, udostępnia więcej szczegółów, opisując miejsce narodzin mistrza Garaba Dordże – prekursora szkoły Ningma. Opisuje Oddiyanę jako leżącą niedaleko jeziora Kutra w regionie Dhanakosha, a więc na dzisiejszym obszarze północno-wschodniego Kaszmiru (obecnie Pakistan), który znajduje się pomiędzy krainami Chitral, Gilgit i Swat.
Oddijana to szczególnie ważne miejsce dla starożytnego przekazu Ningma, który dotarł jako pierwszy do Tybetu i miał swoje główne pochodzenie właśnie z tego północno-zachodniego rejonu Pakistanu, a nie Indii. Formy tantr Maha, Anu i Ati Joga, czyli Dzogczen, związane z tym przekazem, nie były wcale znane w Indiach. Główną tantrą była Guhjagarbha, której indyjskiego pochodzenia dotychczas bezspornie nie udowodniono. Wiele światła na to rzucają odkryte dla świata na początku XX w. Manuskrypty z jaskiń w Dunhuang. Dopóki nie znano tych tekstów, wielu uczonych uważało, że Dzogczen był tybetańską innowacją, pochodzącą z o wiele późniejszego okresu (tzw. odkrycie term) i o prawdopodobnym pochodzeniu z autochtonicznej szamańskiej tradycji tybetańskiej Bon. Pisze o tym w opracowaniach współczesny badacz i tłumacz, dr Sam van Schaik, a na stronie http://earlytibet.com („Wczesny Tybet”), przytacza cytat ze starożytnotybetańskiego manuskryptu z X w., gdzie występuje nazwa Oddijany, „krainy Dolin”, i mistrza z tej krainy, Padmawadżry, czyli Padmasambhawy:
„Pokłon Padmawadźrze, przekraczającym Świat,
Wielkiej Wspaniałości, Dzierżawcy Najwyższego Spełnienia,
(Temu) który przeniósł z (krainy) Dolin,
Wielkie i Sekretne Pouczenia Tathagatów.”

## Literatura
- Dudjom Rinpoche, Nyingma School of Tibetan Buddhism, The Its Fundamentals and History, Wisdom Publications, Somerville, USA, ISBN 0-86171-199-8.